# Kostel svatého Josefa (Lichkov)
Kostel svatého Josefa, dělníka v Lichkově je římskokatolický neorientovaný filiální kostel farnosti Králíky. Je chráněn od 30. 12. 2011 jako kulturní památka České republiky.

## Historie
Kostel byl postaven v letech 1889-1892 z obecních prostředků úsilím místních obyvatel v centru obce.

## Architektura
Jednolodní venkovský neoslohový kostel s intaktně dochovaným dobovým interiérem. Představuje hodnotný doklad sakrální venkovské tvorby v době průmyslové revoluce. Dokumentuje růst prestiže pohraniční obce.

## Bohoslužby
Bohoslužby se konají 3. neděli v měsíci od 10.00.